# Natural born citizen
Natural born citizen (engl., dt. etwa: (als solcher) geborener Staatsbürger) ist eine Wendung aus der Verfassung der Vereinigten Staaten, die die Wählbarkeit zum Präsidenten der Vereinigten Staaten näher bestimmt.

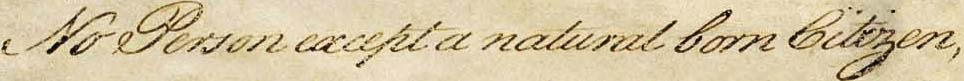
Betreffende Stelle in der US-Verfassung 1787

## Wortlaut und Hintergrund
Klausel 5 in Abschnitt 1 von Artikel 2 lautet:

“No Person except a natural born Citizen, or a Citizen of the United States, at the time of the Adoption of this Constitution, shall be eligible to the Office of President; neither shall any Person be eligible to that Office who shall not have attained to the Age of thirty-five Years, and been fourteen Years a Resident within the United States.”

„Niemand außer einem geborenen Staatsbürger oder jemandem, der zum Zeitpunkt der Annahme dieser Verfassung Staatsbürger der Vereinigten Staaten war, soll in das Amt des Präsidenten wählbar sein. […]“

Durch diese Regelung sollte die neuartige demokratische Staatsform der jungen Republik abgesichert werden. Die Verfassungsväter wollten ausschließen, dass einflussreiche Ausländer, zum Beispiel europäische Adlige, nach Erlangung der amerikanischen Staatsbürgerschaft unter Nutzung ihrer Macht und ihres Vermögens die Präsidentschaft erreichen.

## Bedeutung
Der Ausdruck natural born citizen wird in der Verfassung nirgendwo weiter präzisiert und bisher wurde hierzu auch noch kein Fall vor dem Obersten Gerichtshof der Vereinigten Staaten verhandelt. Daher gab und gibt es unterschiedliche Ansichten über die genaue Bedeutung dieser Klausel. Der Ausdruck natural born subject (engl., dt. etwa: (als solcher) geborener Untertan), wie er von William Blackstone definiert wurde, war jedoch in der Kolonialzeit gebräuchlich.

„Natürlich geborene Untertanen sind solche, die unter der Herrschaft der Krone Englands geboren werden... Die Kinder von Ausländern, die hier in England geboren wurden, sind im Allgemeinen natürlich geborene Untertanen und haben Anspruch auf alle Privilegien solcher. In dem sich die Verfassung Frankreichs von unserer unterscheidet; denn dort ... wenn ein Kind von ausländischen Eltern geboren wird, ist es ein Ausländer.“

Nach Angaben des Obersten Gerichtshofs sollten Wörter und Ausdrücke, die in der Verfassung verwendet, aber nicht definiert werden, „im Lichte des britischen common law gelesen werden“, da die US-Verfassung „in der Sprache des englischen common law verfasst ist“. Der Rechtswissenschaftler Eugene Volokh von der UCLA School of Law schreibt, dass natural born subject den Verfassungsvätern als Grundlage für natural born citizen diente.
Da in den USA – spätestens seit dem 14. Verfassungszusatz – das Geburtsortsprinzip (auch ius soli) gilt, ist klar, dass jeder Mensch, der auf dem Boden der USA geboren wird, ein natural born citizen im Sinne der Verfassung ist, unabhängig davon, welche Staatsangehörigkeit seine Eltern haben. Ausgenommen hiervon sind nur Angehörige diplomatischer Vertretungen und Adelige auf Staatsbesuch. Ebenso klar ist, dass jemand, der durch Einbürgerung erstmals Staatsbürger der USA wurde, nicht als Präsident oder Vizepräsident wählbar ist, wobei dies der einzige rechtliche Unterschied zwischen eingebürgerten und natural born Staatsbürgern ist.
Umstritten ist der Status von im Ausland geborenen Kindern amerikanischer Eltern. Diese sind nach dem Abstammungsprinzip, das in den USA neben dem Geburtsortsprinzip gilt, automatisch ebenfalls Bürger der USA. Ob dies reicht, sie zu natural born citizens zu machen, ist nicht endgültig geklärt.
Von Bedeutung war diese Klausel bei der Präsidentschaftswahl 2008, da der Kandidat der Republikaner, Senator John McCain, in der Panamakanalzone geboren wurde, die damals zwar innerhalb der Jurisdiktion der USA, aber außerhalb ihrer eigentlichen Grenzen lag. Der Senat erklärte einmütig, McCain sei ein natural born citizen und daher als Präsident wählbar. Diese Erklärung war allerdings nicht bindend, da nur ein Verfassungszusatz oder ein Urteil des Obersten Gerichtes Eindeutigkeit in dieser Frage hätte schaffen können.
Der Congressional Research Service des US-Kongresses äußerte 2011, die rechtlichen und geschichtlichen Zeugnisse zeigten an, dass der Ausdruck „natural born citizen“ eine Person bezeichnet, die „durch Geburt“ oder „von Geburt an“ die US-Staatsbürgerschaft besitzt. Dies könne durch Geburt in den USA und in Gebieten unter deren Rechtsprechung geschehen, auch dann, wenn die Eltern keine amerikanischen Staatsbürger sind. Auch im Ausland geborene Kinder amerikanischer Staatsbürger fallen darunter, ebenso andere Fälle, in denen die rechtlichen Voraussetzungen für eine amerikanische Staatsbürgerschaft „von Geburt an“ erfüllt seien.

## Kandidaten, die außerhalb der Staaten der USA geboren wurden
Erster natural born citizen im Weißen Haus war ab 1837 der achte Präsident Martin Van Buren, da seine Vorgänger alle noch vor der Unabhängigkeitserklärung von 1776 als britische Untertanen geboren wurden.
Charles Curtis, Vizepräsident unter Herbert Hoover, wurde in Kansas geboren, als dieses noch kein Bundesstaat der USA war. Ebenso wurde Barry Goldwater, Präsidentschaftskandidat 1964, im heutigen Arizona geboren, bevor dieses ein Staat wurde.
George W. Romney, der Vater des 2012er Kandidaten Mitt Romney, bewarb sich 1968 um die republikanische Kandidatur, unterlag aber Richard Nixon. Seine Geburt in Mexiko wurde ab Februar 1967 von verschiedenen Politikern als Grund angeführt, dass er nicht als Präsident wählbar sei. Da er seine Kandidatur bereits im Frühjahr 1968 aufgab, wurde dies nie vor Gericht entschieden.
John McCain, Präsidentschaftskandidat 2000 und 2008, wurde in Panama auf einem US-Militärstützpunkt geboren. 2008 votierte der US-Senat einstimmig für eine rechtlich nicht bindende Resolution, dass McCain ein natural born citizen sei.
Ted Cruz, republikanischer Senator für Texas, war Kandidat für die Präsidentschaftswahl 2016, scheiterte aber auch bereits in den Vorwahlen. Cruz wurde am 22. Dezember 1970 in Calgary, Alberta, Kanada als Sohn eines kubanischen Vaters und einer amerikanischen Mutter geboren. Während sein Mitbewerber Donald Trump Cruz’ Wählbarkeit öffentlich anzweifelte, tendierten unabhängigere Stimmen dazu, seine Wählbarkeit als Kind eines amerikanischen Elternteils zu bejahen.

## „Birther“-Behauptungen

### Über Barack Obama
Auf den Terminus natural born citizen berufen sich mehrere unter dem Begriff „Birther“ bekannte Gruppierungen, die behaupten, Barack Obama sei zu Unrecht Präsident der Vereinigten Staaten gewesen, weil er diese Wählbarkeitsvoraussetzung nicht erfüllt habe. Insbesondere zweifeln sie an, dass Obama in den USA geboren ist, und leiten daraus ab, er sei kein natural born citizen. Dokumente, die nachweisen, dass Obama am 4. August 1961 im US-Bundesstaat Hawaii geboren wurde, wie seine Geburtsurkunde oder eine Geburtsanzeige in der Zeitung
Honolulu Advertiser vom 13./14. August 1961, lehnen sie als Fälschung oder Teil einer Verschwörung ab und liefern verschiedene Theorien über den „wahren“ Geburtsort Obamas.
Die veröffentlichte Langform der Geburtsurkunde wies tatsächlich Unregelmäßigkeiten auf, allerdings gibt es Anzeichen dafür, dass diese durch den als Xerox Bug bekannten Softwarefehler verursacht wurden.
Die „Birther-Bewegung“, zu deren führenden Vertretern der spätere US-Präsident Donald Trump gehörte, erregte viel Aufmerksamkeit. Nach einer Umfrage von CNN Opinion Research im Juli 2010 glaubten zu diesem Zeitpunkt gut ein Viertel der Amerikaner, Obama sei „wahrscheinlich“ oder „definitiv“ im Ausland geboren. Alle diesbezüglichen Anklagen wurden von den Gerichten jedoch als unbegründet abgelehnt, da die Kläger keine ausreichenden Indizien vorlegen konnten, die auf einen anderen Geburtsort Obamas hindeuteten.

### Über Kamala Harris
Alternativ behauptet die „Birther-Bewegung“, zusätzlich zur inländischen Geburt müsse ein natural born citizen auch Eltern haben, die zum Zeitpunkt der Geburt bereits beide Staatsbürger waren. Eine solcherart begründete Variante richtete sich kurz nach ihrer Nominierung gegen die Kandidatin für das Amt der US-Vizepräsidentin, Kamala Harris. Die wiederum von Donald Trump aufgegriffene und verbreitete Behauptung aus einem Gastbeitrag des Rechtswissenschaftlers John Eastman vom konservativen Claremont Institute im Magazin Newsweek besteht darin, sie sei nicht wählbar, weil ihre Eltern zur Zeit ihrer Geburt in Oakland, Kalifornien, noch nicht eingebürgerte Immigranten waren. Dem wurde sofort von anderen Rechtswissenschaftlern wie Eugene Volokh von der UCLA School of Law widersprochen, das White House
veröffentlichte eine Klarstellung, die besagte, Kamala Harris sei berechtigt, Vizepräsidentin zu werden, und Newsweek veröffentlichte eine Berichtigung und Entschuldigung.